# Accord du 28 novembre 1956 entre la Belgique et l'Espagne relatif à la main-d'œuvre espagnole en Belgique

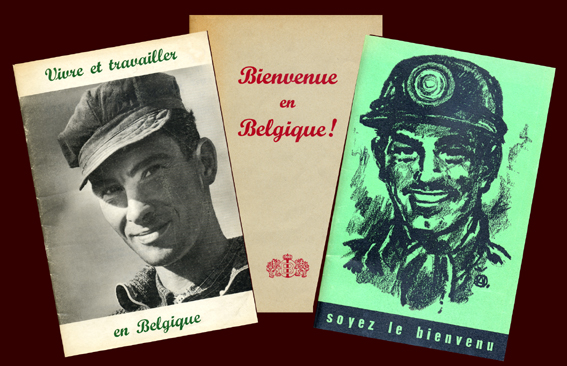
L'histoire de l'immigration en Belgique

L'accord du 28 novembre 1956 entre la Belgique et l'Espagne relatif à la main-d'œuvre espagnole en Belgique se place dans le contexte de l'immigration en Belgique. La question de l'immigration en Belgique n'est pas récente. En effet, dès le XIXe siècle, la Belgique est vue comme une « terre d'opportunité ». L'histoire de l'immigration en Belgique a connu de nombreux changements au fil du temps. Toutefois, cette vague migratoire sera caractérisée par une constante : l'importance de la « loi de l'offre et de la demande » de main-d'œuvre. 
L'accord signé entre la Belgique et l'Espagne relatif à la présence des travailleurs espagnols en Belgique datant du 28 novembre 1956, a reçu assentiment des Chambres par la loi d'assentiment du 13 décembre 1976 et a été publié au Moniteur belge le 17 juin 1977.  
La particularité de cet accord est qu'il est « double » dans la mesure où il contient, d'une part, une Convention d'émigration et, d'autre part, un Arrangement de procédure pour l'immigration des travailleurs espagnols dans les charbonnages belges. Il organise l'échange de main-d'œuvre entre la Belgique et l'Espagne (dans les charbonnages) mais également les flux de migration depuis l'Espagne vers la Belgique. 
Cet accord consiste en la première convention bilatérale relative à la présence de travailleurs étrangers signé par la Belgique dans les années 50, les autres ayant été conclues à postériori avec la Grèce, le Maroc, la Turquie, l'Italie, la Tunisie, l'Algérie et enfin la Yougoslavie.

## Le contexte belge à la sortie de la Seconde Guerre mondiale
Après la Seconde Guerre mondiale, de nombreux pays d’Europe occidentale ont largement fait appel aux travailleurs étrangers en raison de nombreux bouleversements qui se sont ensuivis.   
En ce qui concerne la Belgique, elle connaîtra un mouvement d’immigration ouvrière très important à partir du début du XXe siècle et elle deviendra un « pays d’immigration ».

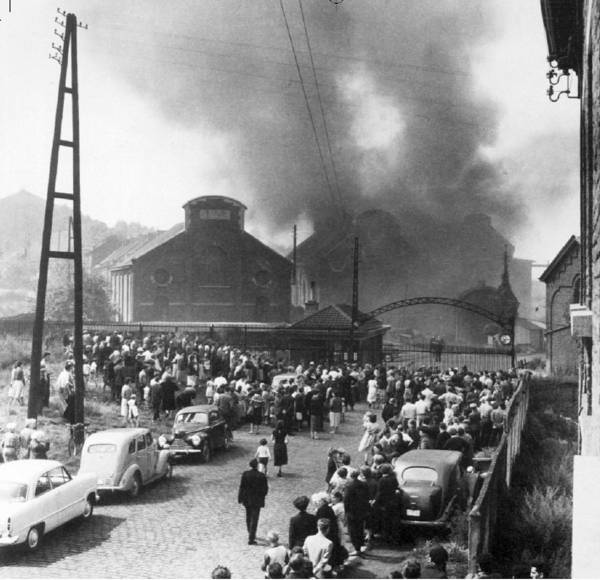
Le 8 août 1956, le bois du Cazier à Marcinelle est le théâtre de la plus importante catastrophe minière en Belgique causée par un incendie avec 262 victimes sur les 275 hommes présents dans la mine.

Au lendemain de la Seconde Guerre mondiale, la Belgique, a rencontré quelques difficultés tant au niveau politique qu'économique mais également social. Le pays faisait face à un déficit charbonnier énorme qui entravait ses objectifs de reconstruction, dans la plupart des secteurs industriels (métallurgie, le ciment, les fours à chaux, le textile…). Ainsi, dans l’objectif de gagner la fameuse « bataille du charbon », lancée par le Premier ministre Achille Van Acker, et de pouvoir notamment relancer par la même occasion les entreprises et de manière beaucoup plus générale l’économie, la Belgique s’était tournée vers un recrutement massif de mineurs de fond. En effet, la Belgique n’était pas en mesure de répondre à la demande en raison d'une diminution de la main-d’œuvre employée dans ce secteur, les Belges acceptant de moins en moins de travailler dans les mines. Les pouvoirs publics décideront alors de revenir à la politique menée d'avant-guerre, à savoir, le recrutement de travailleurs étrangers.  
Les premières négociations relatives à la conclusion d’un accord entre les gouvernements belge et espagnol quant à la main d’œuvre espagnole datent de juin 1956. Ce choix de l’Espagne par le gouvernement belge s’explique par les problèmes et les exigences de plus en plus accrues des autorités italiennes quant au recrutement d’ouvriers italiens par la Belgique. Ceci restait légitime, étant donné les accidents de travail rencontrés, qui entraînaient la mort de plus en plus de mineurs. 
En effet, l’Italie fut l’une des premières zones de recrutement de main-d’œuvre étrangère de la Belgique. Cependant, le travail laborieux dans les mines occasionnait de nombreux accidents de travail. Ceci conduira l’Italie à suspendre l’émigration vers la Belgique dès août 1956, à la suite d'une part, de la catastrophe de Quaregnon le 8 février 1956, qui avait causé le décès de huit personnes et, d'autre part, de la catastrophe du Bois du Cazier à Marcinelle le 8 août 1956, qui avait causé quant à elle, la mort de 262 mineurs dont 136 Italiens,,.  
Très vite, la Belgique se tourne vers d’autres zones de recrutements et conclura de nouvelles conventions bilatérales, notamment avec l’Espagne en 1956,.

## Le contexte politique, économique et social en Espagne
L'Espagne des années cinquante était caractérisé par le repli économique, choix du Général Franco, dont l'Espagne était sous le contrôle. Cependant, cette politique économique autarcique n’était pas l'idée la plus judicieuse : le pays souffrait d’une misère pesante.

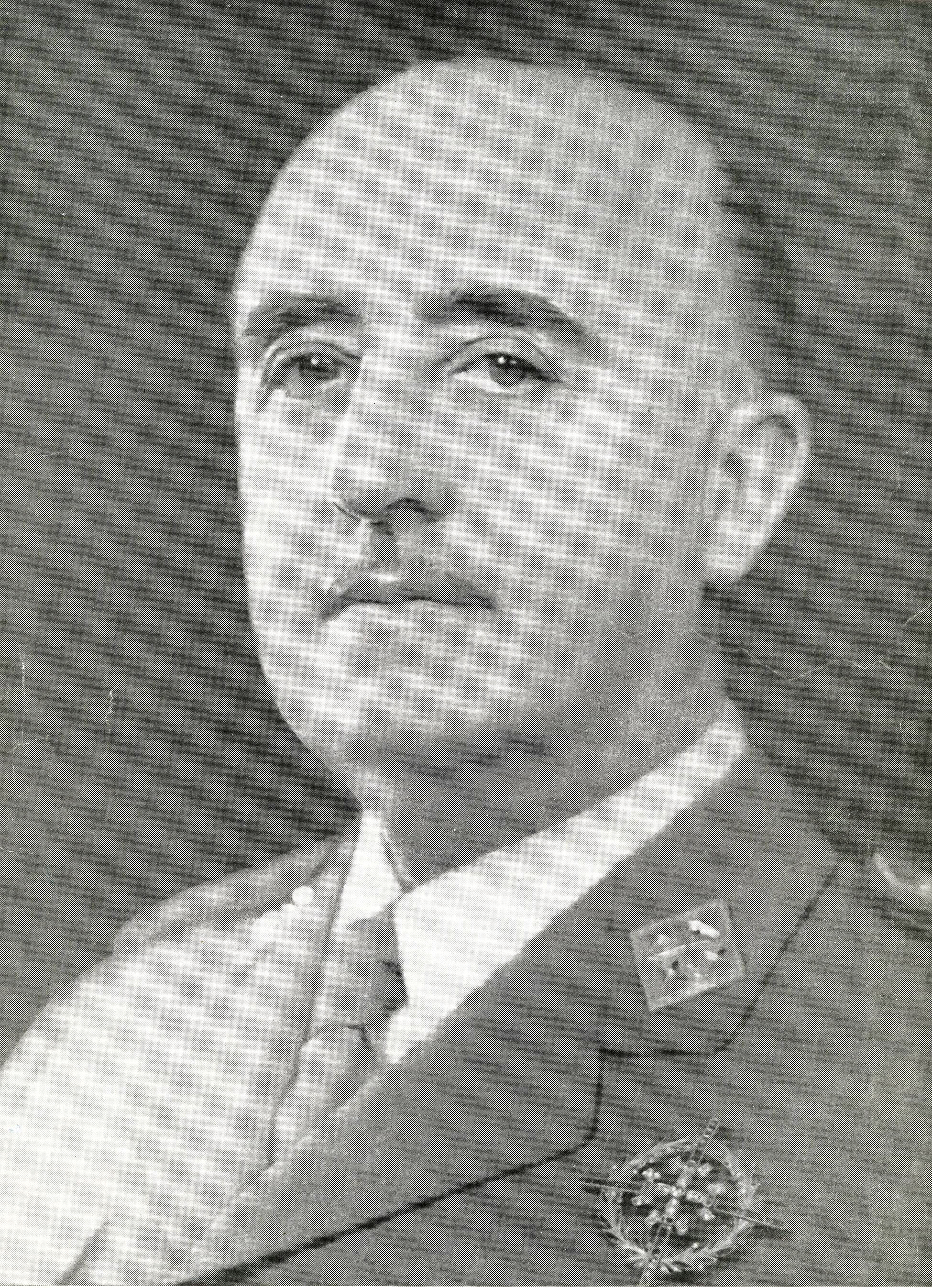
Francisco Franco en 1964

À partir de 1951, l’Espagne connait en vent de renouveau : la politique économique est placée entre les mains de la congrégation religieuse l’Opus Dei. Des réformes de stabilisations économiques ont eu lieu entre 1957 et 1958, avec l'entrée de l'Espagne dans l'Organisation de coopération et de développement économique (OCDE) et la mise en place d'un Plan de stabilisation. On comptait alors des mesures en faveur d’un investissement à l’étranger : la libéralisation des marchés, les réformes monétaires et agraires et la réduction de la dette publique.  
Cependant, la nouvelle politique économique basée sur la croissance de la production agricole, la stabilisation des prix des produits agraires et la mécanisation et modernisation de l’agriculture avait amené, certes, des résultats économiques concluants mais créa une situation de déséquilibre.  
En effet, cette politique se fit au profit des grands propriétaires terriens et en défaveur de tout un surplus de main-d’œuvre ; conséquence lourde d'une telle politique de favoritisme. Ceci contribua, dès lors, à l'exode rural en direction des grandes villes espagnoles industrielles (Madrid, Barcelone, Bilbao et les Asturies). Toutefois, ces grandes métropoles n'étaient pas en mesure d'accueillir autant de population de sorte que l'émigration vers l'étranger restait la seule solution. Des mouvements encourageant des départs vers l’Amérique latine et l’Europe (dont la Belgique) ont dès lors vite été organisés par l’Institut d’Émigration espagnole (IEE), appareil institutionnel et juridique créé à cet effet par le régime, le 17 juillet 1956,.  
Bien qu'économique, l'émigration espagnole constituait également, en partie, une conséquence du régime dictatorial franquiste. C'est ainsi que l'immigration espagnole était, dès son origine, en Belgique, fortement politisée : la communauté espagnole restait grandement animée par un sentiment anti-franquiste.

## La convention de migration du 28 novembre 1956

### La présence de la main-d'œuvre espagnole antérieure à la convention
L'immigration espagnole en Belgique peut être qualifiée de récente dans la mesure où elle a commencé à s'organiser officiellement en 1958. Cependant, la présence espagnole en Belgique est plus ancienne et antérieure qu'elle ne le parait et ne s'explique pas toujours en des termes économiques.   
Trois grandes périodes d'émigration espagnole semblent se dégager durant le XXe siècle. La première vague d'immigration était tout à fait marginale avec des commerçants espagnols venus faire affaires notamment à Anvers et des personnalités politiques qui venaient y trouver refuge pour un temps.   
La deuxième vague, entre 1945 et 1956, appelée « immigration touristique », se caractérisait par l'exil républicain des Espagnols fuyant la répression du régime franquiste, durant la guerre civile espagnole, sans pour autant être une immigration importante.   
La troisième, et dernière, vague d'immigration consistait en l'immigration économique qui s'était organisée dès la fin de la Deuxième Guerre Mondiale, par le gouvernement franquiste et qui dura jusqu'en 1965. Également appelée « immigration sauvage », en raison de son caractère non officiel, elle s'officialise en 1958 avec la ratification des textes et prend fin, en 1973, avec la fermeture définitive des frontières belges,.  
Antérieurement à la signature de la convention entre les deux gouvernements, les immigrés espagnols étaient donc certes présents en Belgique mais restaient peu nombreux. Ainsi, entre 1945 et 1956, la Belgique comptait surtout des réfugiés politiques gauchistes qui fuyaient les représailles du régime franquiste en Espagne, dominé par Franco. 

### La signature de la convention
Les négociations de juin 1956 ont abouti à la signature, à Bruxelles, de la « Convention de migration entre l’Espagne et la Belgique », le 28 novembre 1956. 
Elle s’articule en deux parties : la Convention de migration proprement dite (et le texte des procédures relatives à celle-ci) et la Convention sur la sécurité sociale, ratifiée le 12 mars 1958, dont les modalités d’application figuraient dans l’Arrangement administratif, conclu à Saint-Bastien le 10 septembre 1957 et ratifié le 1er juillet 1958. La date de ratification de la Convention de migration reste inconnue en raison du renouvellement tacite de celle-ci chaque année. Ceci explique dès lors le fait qu'il n'y ait pas de publication au Moniteur belge.
La signature de la Convention en 1958 est venue officialiser l'immigration espagnole demeurée longtemps non officielle. En 1966, le recrutement officiel pour les mines belges prend cependant fin, en partie, avec la fermeture de certains charbonnages. Néanmoins, les immigrations « touristiques » continuèrent, sans pour autant être importantes, en raison du replacement des mineurs espagnols au chômage dans les charbonnages qui étaient encore en activité. Ce n'est qu'en 1973, lors de la fermeture définitive des frontières belges aux étrangers en raison de la détérioration de la situation économique belge, que l'immigration minière espagnole en Belgique prit réellement fin.

### La concentration de la population espagnole en Belgique
Concernant la population espagnole, nous n'avons pas de chiffres relatifs au flux migratoire des années cinquante. Les premiers chiffres datent des années soixante : on comptait à cette époque, en Belgique, 15.787 Espagnols, avec une répartition géographique concentrée à Bruxelles (35 %), Liège (25 %), Charleroi (13,2 %) et de façon moindre à Mons (4,6 %), Anvers (4 %) et Hasselt (3 %),.  
Cette immigration ayant été organisée à la suite du refus du Gouvernement italien d'envoyer des travailleurs, on comprend également leur concentration dans les bassins miniers situés le long du sillon Sambre-et-Meuse, à savoir entre Mons et Verviers, où les Italiens étaient présents. 

## Le contenu de la convention du 28 novembre 1956

### Le préambule et la clause de facilité de mouvements migratoires
Le préambule de l'accord est particulier car il annonce une convention qui est égalitaire. En effet, les parties contractantes se mettent d'accord pour accorder des avantages identiques aux ressortissants espagnols en Belgique mais également aux ressortissants belges en Espagne. Ceci ne collait pas à la réalité et n'était qu'une fiction : les flux migratoires depuis l’un et l’autre pays n’étaient pas égalitaire. Néanmoins, malgré l’absence d’égalité, l’art. 1er de la Convention d’émigration et de l’Arrangement de procédure et leur préambule prévoyaient des clauses de facilité de mouvements migratoires. Ainsi, les ressortissants de l’un des deux pays qui désiraient s’installer dans l’autre, temporairement ou de manière permanente, dans le but d’y occuper un emploi, bénéficiaient d’un facilité pour se déplacer.

### Les clauses d'informations entre les gouvernements respectifs
Une première clause d’information était adressée respectivement aux gouvernements belges et espagnols. En effet, les deux Gouvernements devaient se consulter quant à la situation du marché de l’emploi. Ceci était nécessaire pour se tenir au courant des offres et des demandes d’emploi (art. 1, §2, Convention d’émigration). 
En son art. 1, §1, l’Arrangement de procédure prévoit une clause d’information préalable et spécifique pour les mineurs de fond : le Ministère belge du Travail et de la Prévoyance sociale se devait d’informer les services compétents du Ministère espagnol du Travail du nombre de travailleurs espagnols nécessaires pour les charbonnages belges. En outre, il lui adresse les renseignements relatifs à leur sélection et leur placement. Quant au Ministère espagnol du travail, il se devait de donner les renseignements relatifs aux disponibilités de la main-d’œuvre espagnole. 
Une seconde clause d’information concernait les informations relatives aux travailleurs. En son art. 3, §2 et §3, la Convention d’émigration prévoyait que les autorités compétentes du pays d’émigration mettent à la disposition du pays destinataire tous les renseignements relatifs aux offres de travail, aux conditions de travail et de sécurité sociale et tous autres renseignements relatifs aux droits et devoirs des travailleurs. 
En son art. 1, §6, l’Arrangement de procédure prévoyait des précisions supplémentaires pour les mineurs de fond, notamment pour leur sécurité et leur hygiène. En outre, tout autre renseignement pouvait être demandé par les travailleurs à la Fédération charbonnière de Belgique. 

### Le recrutement officiel
Le recrutement officiel commença en 1957 pour prendre définitivement fin en 1973 avec la fermeture des frontières belges aux étrangers. L'immigration devenue « officielle » n'était cependant pas la seule voie de recrutement. En effet, la main-d’œuvre manquait cruellement dans les charbonnages de sorte qu'il était courant de recourir à des méthodes qui s'écartaient de la loi et de la convention. On parlait alors de « régularisation sur-le-champ » en raison de l'insuffisance qui caractérisait ce recrutement officiel. 
Les critères de recrutements des travailleurs espagnols et des mineurs de fond se faisaient sur base professionnelle, les critères de l’âge et de la santé. 
Les frais relatifs à la sélection des travailleurs ne sont pas précisés dans le cadre de la Convention d’émigration. En ce qui concerne l’Arrangement relatif aux travailleurs destinés au charbonnages, les présélections et toute opération de première sélection des travailleurs restent à la charge des services de placement espagnols. 

#### La sélection sur base professionnelle
La sélection des travailleurs espagnols se fait par des médecins agréés par la Fédération charbonnière de Belgique. Les frais de sélection professionnelle et médicale effectués en Espagne sont à charge de cette dernière (art. 1, §8, Arrangement).
L’art. 3 de la Convention d’émigration précise que la sélection des travailleurs se faisait par les services compétents du pays d’émigration, sur base des conditions spécifiées par les employeurs belges. Les représentants des employeurs avaient pour mission de sélectionner et arrêter la liste définitive des candidats après un examen de leurs aptitudes physiques, professionnelles ou autres. Cette liste définitive était alors communiquée aux autorités compétentes du pays d’émigration qui livrait alors les papiers nécessaires à la sortie.  
En son art. 3, §3, l’Arrangement de procédure prévoyait des modalités de sélection spécifiques pour les travailleurs de charbonnages. La Fédération charbonnière de Belgique pouvait envoyer une délégation en Espagne dans le but de sélectionner les futurs mineurs de fond et par seul intermédiaire des services espagnols compétents et en collaboration avec ces derniers.    

#### La sélection sur base de critères spécifiques
La Convention d’émigration n’indiquait aucune limite d’âge quant aux travailleurs espagnols autres que ceux destinés aux charbonnages belges. Par contre, l’Arrangement de procédure prévoyait en son art. 1, §4 que les mineurs de fond ne pouvaient être âgés de moins de 18 ans et plus de 35 ans, à l’exception des travailleurs qui faisaient l’objet d’une demande nominative. 
Quant au critère de santé, la Convention d’émigration conditionnait par son article 5, l’obtention du visa d’établissement provisoire en Belgique des travailleurs en possession d’un contrat de travail, à la présentation d’un certificat médical. 
Quant aux travailleurs des charbonnages, l’Arrangement de procédure prévoyait un double examen médical. Un premier examen consistait en une présélection médicale effectuée par les services espagnols compétents, au terme duquel une fiche médicale était délivrée. Un second examen était effectué par la mission de la Fédération charbonnière de Belgique au terme duquel les candidats devaient être jugés sains et aptes à la signature d’un contrat de travail. 
La fiche médicale contenait les renseignements de la première visite, à savoir les antécédents familiaux, les antécédents personnels, l’examen objectif la radioscopie et d’autres examens. Elle contenait également des informations relatives au second examen médical, à savoir l’examen objectif et les autres examens. Pour l’un et l’autre examens des conclusions « apte » ou « inapte » étaient mentionnées.    

### Les conditions de vie en Belgique
Les conditions de vie visent le transport depuis l'Espagne des travailleurs, l'obtention du permis de travail, le logement, le regroupement familial, le transfert de fonds et l'obtention du permis A ou, à défaut, le rapatriement éventuel. 

#### Le Transport vers la Belgique
La Convention d'émigration n'a rien prévu quant au transport des travailleurs espagnols vers la Belgique.  
Au contraire, l'Arrangement de procédure pour l'immigration prévoit que les frais de transport du domicile jusqu'à la frontière hispano-française doivent être réglés par accord entre les Parties. Les frais de transport, d'hébergement, de nourriture et d'accueil depuis la frontière sont à charge de la Fédération charbonnière de Belgique (art. 1, §8).  
Les accidents qui surviennent au cours du transport sont réparés selon des normes identiques à la législation sur les accidents du travail. Les travailleurs espagnols sont transportés par chemin de fer (art. 2, §1), à l'endroit décidé de commun accord par les Parties (art.2, §4). 

#### L'obtention du permis de travail
Dès que le travailleur (belge ou espagnol) est en possession d'un contrat, il obtiendra le visa d'établissement provisoire du pays de destination, sur présentation d'un permis de travail et d'autres documents. Contrairement au système établi, la Convention d'émigration prévoit que le travailleur obtienne le permis de travail avant d'avoir quitté le pays d'origine (art.5, §1). 
Concernant les mineurs de fond, l'Arrangement précise que le Ministère belge du Travail et de la Prévoyance sociale prend les mesures nécessaires pour qu'un permis de travail soit délivré à l'ouvrier. Cette demande de permis est introduite dans les quatorze jours suivant l'entrée en Belgique des ouvriers faisant l'objet d'une demande numérique. Quant à l'ouvrier, celui-ci s'engage à remplir en temps utile les formalités nécessaires à l'octroi du permis (art.1, §9 et 10). 

#### Logement et Nourriture
L'Arrangement de procédure s'assure d'offrir un logement convenable aux ouvriers vivant seuls, ainsi qu'une nourriture conforme dans la mesure du possible, à leurs habitudes alimentaires (art. 3, §1).  
Des cantines destinées aux travailleurs espagnols seront organisées par les charbonnages mêmes. De même que les phalanstères des charbonnages devront répondre à certaines exigences telles que des dortoirs chauffés, un lit à ressort...(art. 7, §1). 
En outre, les autorités belges veilleront à ce que le prix de pension soit fixé après consultation de la Commission mixte belgo-espagnole (art. 19 et 21). 

#### Regroupement Familial
Conformément à ce qui est prévu par la Convention d'émigration, les travailleurs de chacune des Parties établis sur le territoire de l'autre auront la possibilité d'être rejoints par leur famille (épouse et mineurs d'âge). Les autorités consulaires du pays de destination donneront les visas nécessaires (art. 9). 
D'autre part, le contrat type des mineurs de fond prescrit que l'employeur s'engage à faciliter par tous les moyens la venue en Belgique de la famille de l'ouvrier. L'ouvrier qui en fait la demande, sera aidé par l'employeur qui avancera les frais nécessaires pour couvrir les frais de voyage. En contrepartie, l'ouvrier remboursera l'employeur au moyen de retenues mensuelles égales qui ne dépasseront pas un cinquième de son salaire (art. 11). 

#### Transfert de fonds
Quant à ce qui est prévu par la Convention d'émigration en matière de transferts de fonds vers la zone monétaire de l'un et de l'autre pays pour l'entretien de la famille du travailleur, ceux-ci seront effectués conformément aux dispositions des accords de paiement belgo-espagnols (art. 8).  

#### Obtention du permis A et Rapatriement
Dans la mesure où l'exercice d'une activité salariée serait subordonné à certaines conditions ou restrictions, la Convention d'émigration prévoit que celles-ci cesseront d'être appliquées aux intéressés disposant d'un titre de séjour régulier et ininterrompu d'au moins cinq ans et qui continuent à résider sur le territoire de la Partie contractante intéressée (art. 6). 
L'Arrangement de procédure précise que l'ouvrier ayant travaillé de manière régulière et ininterrompue pendant une période de cinq ans, dans les charbonnages, obtiendra un permis A de durée illimitée (art. 6, §3).  
Néanmoins, dans le cas d'un rapatriement à l'expiration de cette période, l'ouvrier aura droit à charge du dernier employeur, à une indemnité couvrant ses frais de retour jusqu'à la frontière franco-espagnole (art. 9 reproduit dans l'article 13 du contrat type). 

## La population espagnole actuelle en Belgique
La société belge actuelle se compose d'une multitude de nationalités et d'origines culturelles différentes. Cependant, la répartition territoriale des étrangers en Belgique ne s'est pas faite de façon totalement homogène. En effet, cette répartition s'est faite sur base de l'histoire de l'immigration de la Belgique mais également de l'attractivité économique de certaines régions.
De manière générale, les lieux privilégiés d'installation de la population d'origine étrangère en Belgique sont les bassins miniers de la Wallonie et du Limbourg, les zones frontalières et les zones urbaines (où se concentrent surtout les ressortissants des pays voisins). Cependant, les grands centres urbains comme la région Bruxelloise, d’Anvers, Gand, Charleroi, Mons et Liège ne sont pas à négliger en termes de présence de personnes d'origine étrangère.
Actuellement, parmi les 10 nationalités étrangères présentes en Belgique, l'Espagne occupe la 7ème place dans la classement, avec environ 60.000 Espagnols présents en Belgique. En région wallonne, la présence des Espagnols est d'environ 15.000, et se placent à la 4ème place parmi la population étrangère en Wallonie. A Bruxelles, au nombre d'environ 27.000, les Espagnols se placent en 5ème place. Nous pouvons donc bien constater que malgré les années qui se sont écoulées, la population espagnole continue encore à se concentrer en région wallonne et à Bruxelles, avec cependant, une augmentation exponentielle passant de 15.000 Espagnols à 60.000 Espagnols en l'espace d'un peu plus de 50 ans.